# Styloptocuma negoescuae
Styloptocuma negoescuae is een zeekommasoort uit de familie van de Nannastacidae. De wetenschappelijke naam van de soort is voor het eerst geldig gepubliceerd in 2007 door Petrescu.